# 任翔宇
任 翔宇（にん しょうう、レン・シャンユー、英語: Ren Xiangyu、1998年10月23日 - ）は、中華人民共和国の男子バドミントン選手。

## 経歴
男子ダブルスで欧烜屹とペアを組み、2018年のUSオープンで初の国際タイトルを獲得した。
2021年のユニバーシアードでは、男子ダブルスで譚強とペアを組み、決勝で何濟霆 / 周昊東を破り優勝した。

### 2023年
10月の北極オープンからは何濟霆とペアを組む。
2週間後のフランス・オープンでは、準々決勝で世界王者の姜敏赫 / 徐承宰を破って銅メダルを獲得した。
11月のジャパン・マスターズでは、決勝まで全ての試合をストレートで勝ち上がる。決勝では、同胞で世界ランク8位の劉雨辰 / 欧烜屹を破って優勝。ペアを組み替えてから5大会目で優勝となり、BWFワールドツアースーパー500以上のタイトルを初獲得となった。

### 2024年
5月のシンガポール・オープンでは、準決勝で世界ランク6位の保木卓朗 / 小林優吾を破り、決勝で世界ランク7位のファジャル・アルフィアン / ムハマド・リアン・アルディアントを破って優勝。BWFワールドツアースーパー750以上のタイトルを初獲得した。
6月のオーストラリア・オープンでは、決勝でモハマド・アッサン / ヘンドラ・セティアワンを破って優勝した。